# Анимирана серија
Анимирана серија је сет анимираних радова са заједничким насловом серије, који се обично односи један на други. Ове епизоде обично треба да деле исте главне ликове, неке различите секундарне ликове и основну тему. Серије могу имати или коначан број епизода попут мини-серије, дефинитиван крај, или бити отворене, без претходно одређеног броја епизода. Могу се емитовати на телевизији, приказивати у биоскопима, објављивати директно путем видеа или на интернету. Попут цртаних филмова, цртане серије могу бити разних жанрова и могу имати различите циљне публике, од деце до одраслих.